# Alice Hutchison
Pour les articles homonymes, voir Hutchison.
Alice Hutchison est un médecin britannique qui a servi durant les Guerres balkaniques et la Première Guerre mondiale. Elle est l'une des premières femmes à diriger une unité hospitalière en temps de guerre.

## Enfance et éducation
Alice Marion Hutchison est née le 12 août 1874 à Dalhousie, en Inde. Son père, John Hutchison, est un missionnaire travaillant en Inde pour l'Église d'Écosse,,. Elle est scolarisée à Moffat et à Bridge of Allan.

## Carrière

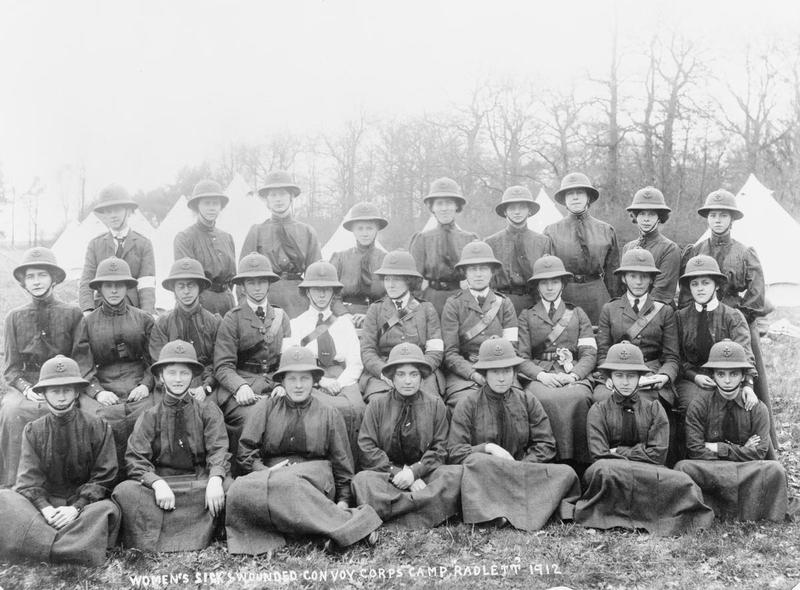
Groupe du Women's Sick and Wounded Convoy Corps à Radlett en 1912.

Hutchison devient médecin après avoir obtenu son diplôme de l'Université d'Édimbourg en 1903. Par la suite, elle a été médecin responsable du dispensaire de John Street à Édimbourg, un hôpital qui dispensait des soins médicaux gratuits. Elle était en Inde, en service pendant une épidémie de choléra qui a frappé le pays.
Hutchison est l'une des trois femmes médecins qui se sont rendues en Bulgarie pendant les guerres balkaniques dans le cadre du Women's Sick and Wounded Convoy Corps. Ce Corps, créé par Mabel St Clair Stobart, est composé presque exclusivement de femmes, à l'exception de trois hommes. L'unité passe cinq semaines dans le pays à soigner les blessés et les malades victimes de la guerre. Ils repartent après la signature de l'armistice,.

## Première Guerre mondiale
Alice Hutchison se porte volontaire au déclenchement de la Première Guerre mondiale auprès du Scottish Women's Hospitals for Foreign Service (SWH). Elle est le premier médecin du SWH envoyée en France et est initialement basée à Boulogne-sur-Mer. Alors qu'elle est à la recherche d'un bâtiment en capacité d'abriter un hôpital, une épidémie de fièvre typhoïde  se déclenche parmi les réfugiés belges à Calais. Hutchison aidée d'un autre médecin et de dix infirmières soigne des malades. Son travail est reconnu en raison du taux de décès de la typhoïde très bas dans son hôpital,,.
En mai 1915, elle et son unité, la London-Wales Unit, sont envoyées en Serbie. Ils sont arrêtés en chemin à Malte alors sous contrôle britannique. Ils sont détenus par l'armée britannique et reçoivent l'ordre d'y soigner les blessés. C'est la seule fois de la guerre où SWH soigne officiellement les blessés britanniques.
Après deux semaines à Malte, ils arrivent en Serbie pour installer un hôpital de 40 tentes à Valjevo . En octobre, des forces allemandes et austro-hongroises entrent en Serbie, repoussant l'armée. Après l'invasion de la Bulgarie, l'armée serbe bat en retraite vers l'Albanie. Hutchinson décide de ne pas suivre l'armée serbe mais et de rester avec ses patients. Elle est capturée par les forces austro-hongroises le 15 novembre 1915. Avec des membres de son unité, elle est internée trois mois en Hongrie. Elle finit par obtenir leur libération, citant la Convention de Genève. En février 1916, ils sont expulsés vers la Suisse et reviennent en Angleterre le 12 février. Elle est décorée par les autorités serbes de l'Ordre de Saint-Sava pour avoir dirigé l'une des unités soignant des soldats serbes blessés.

## Après-guerre
Alice Hutchison déménage à Londres, en Angleterre après la guerre Elle est employée dans plusieurs hôpitaux. Elle  décédède à 79 ans en 1953.